# Big Butter and Egg Man
"Big Butter and Egg Man" es una canción de jazz escrita por Percy Venable en 1926. Venable fue productor discográfico en el Sunset Cafe y escribió la canción para Louis Armstrong y la cantante May Alix. La canción la tocan a menudo bandas de Dixieland y se considera un estándar del jazz.
Según el pianista Earl Hines, Alix solía burlarse del joven Armstrong durante las actuaciones. Armstrong era conocido por ser tímido y estaba enamorado de la bella vocalista. A veces, Armstrong olvidaba la letra y simplemente miraba a Alix, y los miembros de la banda gritaban "¡Espera, Louis! ¡Espera!".
El nombre de la canción era un término del argot de la década de 1920 para referirse a un gran gastador, un hombre de negocios viajero con la costumbre de gastar grandes cantidades de dinero en clubes nocturnos.
Armstrong volvió a grabar la canción en 1951 para Decca Records a dúo con Velma Middleton.

## Historia
El término "Big Butter and Egg Man" originalmente se refería a los comerciantes de huevos y/o mantequilla. Sin embargo, en 1925, se estrenó una obra de teatro titulada "Big Butter and Egg Man" de George S. Kaufman. La obra trataba sobre un hombre rico que llegó a Nueva York con planes de gastar liberada y exuberantemente su dinero en vino, mujeres y canciones. Esta obra fue un gran éxito y popularizó el término, que pasó a significar un hombre rico que gastaba ostentosamente su dinero en mujeres. Al año siguiente, en 1926, la exitosa canción de jazz de Armstrong, antes mencionada, popularizó aún más el término. La letra de la canción describe a una mujer que quiere a un comerciante de mantequilla y huevos que la traté bien y la dejé jugar para no tener en trabajar todo el día.
Después de la popularización del término, algunos comerciantes se molestaron porque representaba negativamente. Uno de esos comerciantes, en Minneapolis, incluso demandó al teatro y a su estrella por denigrar a los comerciantes trabajadores, alegando que cuando la estrella cantaba sobre ellos, lo hacía con “ciertos tonos y gestos para transmitir que todos los comerciantes de mantequilla y huevos eran hombres de carácter inmoral y licencioso”. 
Hay otras razones destacadas para la popularización de la frase. A Texas Guinan, anfitriona de un club nocturno de Nueva York, también se le atribuye la popularización del término de manera despectiva debido a su uso cuando se dirige a uno de sus clientes. Walter Winchell también ha declarado que el hombre original de la mantequilla y los huevos fue el "Tío Sam" Balcom, y que la primera persona en usarlo de manera despectiva fue Harry Richman.

## El famoso solo de Armstrong
El solo de corneta de Armstrong, en la grabación de 1926, es una de sus interpretaciones más aclamadas. 
"El aspecto más importante de este solo, y de la forma en que Armstrong toca en todo el disco, es el aire de gracia natural con el que lleva la melodía. Está absolutamente confiado, completamente seguro de que lo que tiene que decir es importante y se hace escuchar." – James Lincoln Collier, biógrafo de Armstrong
 Este solo, se perfeccionó con el tiempo mientras interpretaba este número en un acto de cabaret en el Sunset Café con May Alix. Como tal, no fue una improvisación, sino un "momento cristalizado de excelencia" influenciado por variaciones melódicas vernáculas y ritmos de danza.  La naturaleza equilibrada del solo, a menudo comparado con Mozart y Schubert, proviene de una variación rítmica sutil con repetición melódica, un enfoque en el contorno melódico al frasear y una tensión armónica proveniente de la anticipación temprana de los cambios de acordes. 